# Esbuia
Esbuia (en árabe: اصبويا‎, en lenguas bereberes: ⵚⴱⵓⵢⴰ, en francés: Sbouya) es un municipio marroquí en la región Guelmim-Río Noun. Desde 1934 hasta 1969 perteneció al territorio español de Ifni.